# Firmin Abissi
Firmin Abissi (ur. 25 września 1951) – beniński bokser, uczestnik Letnich Igrzysk Olimpijskich 1980 oraz Letnich Igrzysk Olimpijskich 1984. 
Podczas tych pierwszych startował w wadze koguciej. W pierwszej fazie miał wolny los. W drugiej spotkał się z Ryszardem Czerwińskim. W pierwszej rundzie Polak znokautował Benińczyka (w 1 minucie i 12 sekundzie), a tym samym Abissi odpadł i zajął 17. miejsce.
Podczas tych drugich, startował w tej samej kategorii wagowej. W pierwszej fazie miał wolny los. W drugiej jego rywalem był Barbar Ali Khan z Pakistanu, z którym Abissi przegrał 0–5. Łącznie uplasował się na 17. miejscu